# Revue des études juives
Die Revue des études juives (etwa: Zeitschrift für jüdische Studien), Abk. REJ, ist eine vierteljährlich erscheinende wissenschaftliche Zeitschrift zum Judentum in französischer Sprache.

## Geschichte
Sie wurde im Juli 1880 an der École pratique des hautes études in Paris von der Société des études juives gegründet. Gründer und erster Herausgeber war der französische Hebraist Isidore Loeb (1839–1892), der von Israël Lévi (1856–1939) abgelöst wurde.
Ihre Initiatoren wollten damit ein französisches Äquivalent (aber keine Kopie) des großen Unternehmens zur wissenschaftlichen Erforschung der jüdischen Vergangenheit und zur Verteidigung des Judentums gegen seine Kritiker umsetzen, das sich in Deutschland entwickelt hatte: die Wissenschaft des Judentums.
Die aktuellen Herausgeber der Revue des études juives sind Jean-Pierre Rothschild und José Costa, Chefredakteur ist Peter Nahon. Die Zeitschrift wird von Peeters Publishers herausgegeben.
Die Revue des études juives ist eine der ältesten wissenschaftlichen Zeitschriften auf dem Gebiet der Judaistik: Ihr englischsprachiges Pendant, die Jewish Quarterly Review, wurde beispielsweise 1889 gegründet. Sie veröffentlicht Artikel über die Geschichte des französischen Judentums, Forschungen und die Veröffentlichung von bisher unveröffentlichten jüdischen Texten. Fast jede Ausgabe enthält auch einen bibliografischen Teil, der Rezensionen der neuesten hebräischen Titel enthält.
Außerdem wird ein bibliographisches Verzeichnis der neuen Bücher über das Judentum in verschiedenen Sprachen geführt. Von den Mitarbeitern der Revue zu verschiedenen Zeiten enthält der Artikel der EĖBE die Namen von W. Bacher, Arsène und James Darmesteter, Joseph und Hartwig Derenbourg, Ernest Renan, Zadoc Kahn, Joseph Halévy, M. Kayserling, D. Kaufmann, N. Porges, S. Poznanski, Moïse Schwab,  A. Harkavy, Bauer, Maulde, Scheid, Neubauer, G. Weil, den Reinach-Brüdern Salomon und Théodore usw.
Die meisten Artikel der ersten Jahre wurden von Isidore Loeb veröffentlicht, dem es gelang, die Zeitschrift zum besten wissenschaftlichen Organ des Judentums zu machen. Besonders hervorzuheben sind die Artikel von Joseph Derenbourg im Bereich der biblischen Studien und von Joseph Halévy über die biblische Archäologie. Moïse Schwab hat eine Fülle von sehr wichtigen historischen Dokumenten und Inschriften platziert.
Viele der in der Zeitschrift abgedruckten Artikel erschienen später in separaten Büchern. Im Jahr 1910 wurde ein alphabetisches Verzeichnis (Index alphabétique) zu den 50 Bänden der Zeitschrift, d. h. für den Zeitraum von 1880 bis 1905, veröffentlicht.
Inzwischen sind die Zeitschriftenartikel und -zusammenfassungen indiziert durch:
- Arts and Humanities Citation Index;
- Current Contents/Arts & Humanities;
- International Bibliography of Periodical Literature;
- Bibliographie linguistique/Linguistic Bibliography;
- ATLA Religion Database;
- New Testament Abstracts;
- Index Islamicus;
- Scopus.